# Schwarzohrflughund

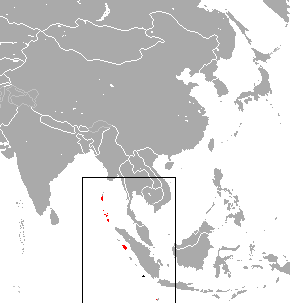
Verbreitungsgebiet des Schwarzohrflughundes, Weihnachtsinsel undeutlich am unteren Rand erkennbar

Der Schwarzohrflughund (Pteropus melanotus) ist ein in Südostasien verbreitetes Fledertier in der Familie der Flughunde. Er bildet innerhalb der Gattung Pteropus eine eigene Artengruppe. Das Typusexemplar stammt von den Nikobaren.

## Unterarten und Verbreitung
Es wurden fünf Unterarten beschrieben, von denen die IUCN drei anerkennt:
- Pteropus melanotus melanotus (Syn. P. m. tytleri) lebt auf den Andamanen und Nikobaren.
- Pteropus melanotus modiglianii (Syn. P. m. niadicus) lebt auf der Insel Nias südwestlich von Sumatra und vielleicht noch auf Enggano.
- Pteropus melanotus natalis ist ein Endemit der Weihnachtsinsel.

## Merkmale
Bei der Unterart auf der Weihnachtsinsel beträgt die durchschnittliche Unterarmlänge 125 mm für Weibchen und 130 mm für Männchen. Die Hinterfüße sind bei Weibchen etwa 35,5 und bei Männchen 37 mm lang. Die Länge der Ohren liegt bei beiden Geschlechtern etwas unter 29 mm. Als Durchschnittsgewicht wurden 315 g für fast ausgewachsene Weibchen und 395 g für Männchen ermittelt. Die Unterart auf den Andamanen und Nikobaren hat oberseits dunkelbraunes bis schwarzbraunes Fell, um die Schultern einen goldgelben Mantel und unterseits hellbraunes Fell, das bei einigen Exemplaren das Gesicht erreicht. Auf der Rückseite sind graue Haare eingemischt, die ein gesprenkeltes Aussehen erzeugen. Eine orangegelbe Tönung ist oftmals bei Männchen vorhanden, während Weibchen dunkler sind. Bei dieser Unterart unterscheiden sich die Geschlechter nicht in der Größe und das Gewicht liegt bei 200 bis 500 g. Auf der Weihnachtsinsel ist der Mantel eher bleich.

## Lebensweise
Dieser Flughund lebt im Flach- und Bergland bis 1000 Meter Höhe. Er hält sich in feuchten Wäldern und Sümpfen auf.
Auf den Andamanen und Nikobaren gibt es große Kolonien mit bis zu 2000 Mitgliedern in den Bäumen der Wälder und kleinere Gruppen mit maximal 200 Exemplaren in Baumgruppen nahe von Siedlungen. Die Wälder enthalten sehr viele Feigenbäume. Eine Mangrove auf den Nikobaren, wo die Nipapalme dominierte, wurde während des Tsunami 2004 zerstört. Seit 2006 wird das Gebiet wieder aufgeforstet und vom Schwarzohrflughund besucht. Ähnliche Habitate auf den Andamanen sind noch vorhanden. Auf einer kleineren Insel gibt es Wälder mit Kasuarinen, in denen kleine Gruppen mit 10 bis 15 Mitgliedern gefunden wurden. Auf der Weihnachtsinsel ruhen die Exemplare einzeln oder in kleinen Gruppen verstreut über die Insel. Zur Regenzeit schließen sich einige Gruppen zusammen, so dass Kolonien mit bis zu 760 Mitgliedern entstehen. Im Jahr 1984 wurden fünf Hauptkolonien registriert. Diese wurden 2015 sowie 2020 bestätigt und es konnten fünf weitere Hauptkolonien gefunden werden. Für die Unterart im Umfeld von Sumatra gibt es keine Angaben zum sozialen Verhalten und zur Fortpflanzung.
Auf den Inseln des indischen Unionsterritoriums beginnt der Schwarzohrflughund seine Ausflüge spät am Abend. Er besucht die Baumkronen in etwa 20 Meter Höhe und frisst Nektar und Pollen von 21 verschiedenen Pflanzen. Laut Schätzungen paart sich diese Unterart im Mai und Juni, so dass die Nachkommen zwischen Dezember und April geboren werden. Die Population auf der Weihnachtsinsel ist zusammen mit dem Weißstirn-Brillenvogel (Zosterops natalis) hauptverantwortlich für die Bestäubung und Samenverteilung der einheimischen Bäume. Es werden Pollen und Nektar von 33 verschiedenen Pflanzen gefressen, die mit Früchten von ebenfalls 33 Pflanzen komplettiert werden. Zu den besuchten Pflanzen zählen Muntingia calabura, Szygium nervosum (Myrtengewächse) und Vertreter der Gattungen Myrobalanen, Planchonella (Sapotengewächse), Mangos, Kokospalmen sowie Barringtonia. Die Tiere fliegen dabei von ihrem Ruheplatz bis zu 14 km. Allgemein ist das Revier 115 bis 350 Hektar groß. Die Paarung findet etwas später zwischen Juni und August statt, doch die Nachkommen werden, wie bei der indischen Unterart von Dezember bis April geboren. Männchen zeigen Anzeichen von Sexualverhalten nach 15 Monaten und sie sind nach 27 Monaten voll geschlechtsreif. Weibchen erreichen die Geschlechtsreife nach zwei Jahren. Da Männchen um das Paarungsvorrecht streiten, haben sie die ersten Nachkommen nach vier Jahren. Auf der Weihnachtsinsel gibt es bedeutend mehr erwachsene Weibchen als Männchen.

## Gefährdung
Alle Populationen sind durch Jagd für die Wildfleischgewinnung, durch Landschaftsveränderungen und durch Stürme bedroht. Auf der Weihnachtsinsel wurde die Gelbe Spinnerameise (Anoplolepis gracilipes) eingeführt, die sich vielfach negativ auf die ursprüngliche Natur auswirkt. Wie sie speziell den Schwarzohrflughund gefährdet ist nicht bekannt. Eingeschleppte Arten auf den Andamanen und Nikobaren sind der Asiatische Elefant, der Axishirsch und die Große Achatschnecke. Auch hier sind die Auswirkungen unklar. Die gesamte Anzahl der erwachsenen Exemplare wird auf 5000 bis 7000 geschätzt. Die IUCN geht davon aus, dass sich die Gesamtpopulation in den 16 bis 24 Jahren nach 2021 um 10 Prozent verringern wird. Der Schwarzohrflughund wird deshalb als gefährdet (vulnerable) gelistet.